# Скопски университет
Вижте пояснителната страница за други значения на Св. св. Кирил и Методий.
Университетът „Св. св. Кирил и Методий“ (на македонска литературна норма: Универзитет „Св. Кирил и Методиј“) е висше училище в град Скопие, най-старият и най-голям университет в Северна Македония. Провежда се обучение на студенти в специалности от различни области – технически, природо-математически, медицински и обществени науки.

## Ректорат
- Ректор: Проф. д-р Велимир Стойковски
- Зам. ректор: Проф. д-р Елена Думова – Йованоска
- Зам. ректор по международната интеграция: Проф. д-р Моме Спасовски
- Зам. ректор по финансиране и инвестиции: Проф. д-р Пеце Недановски
- Зам. ректор по научната дейност: Проф. д-р Коле Василевски

## История
Университетът е основан в 1949 година и се състои от три факултета.

## Ректори[3]
| Години            | Име                       | Име                      |
| ----------------- | ------------------------- | ------------------------ |
| 1949/50 - 1953/54 | Кирил Мильовски           | Кирил Миљовски           |
| 1953/54 - 1955/56 | Марин Каталинич           | Марин Каталиниќ          |
| 1956/57 - 1957/58 | Михаил Петрушевски        | Михаил Петрушевски       |
| 1958/59 - 1962/63 | Блаже Конески             | Блаже Конески            |
| 1963/64 - 1964/65 | Георги Филиповски         | Ѓорѓи Филиповски         |
| 1965/66 - 1966/67 | Ксенте Богоев             | Ксенте Богоев            |
| 1967/68 - 1968/69 | Благой Попов              | Благој Попов             |
| 1969/70 - 1971/72 | Кирил Пенушлиски          | Кирил Пенушлиски         |
| 1972/73 - 1973/74 | Стеван Габер              | Стеван Габер             |
| 1974/75 - 1975/76 | Димитър Митрев            | Димитар Митрев           |
| 1976/77 - 1979/80 | Бранко Търпеновски        | Бранко Трпеновски        |
| 1980/81 - 1981/82 | Йован Стояновски          | Јован Стојановски        |
| 1982/83 - 1983/84 | Александър Андреевски     | Александар Андреевски    |
| 1984/85           | Христо Андонов - Полянски | Христо Андонов-Полјански |
| 1985/86 - 1987/88 | Тодор Джунов              | Тодор Џунов              |
| 1988/89 - 1989/90 | Яким Петровски            | Јаким Петровски          |
| 1990/91 - 1991/92 | Драги Данев               | Драги Данев              |
| 1992/93 - 1993/94 | Томислав Чокревски        | Томислав Чокревски       |
| 1995/96 - 1997/98 | Радмила Киприянова        | Радмила Кипријанова      |
| 1998/99 - 2003/04 | Александър Анчевски       | Александар Анчевски      |
| 2004/05 - 2007/08 | Георги Мартиновски        | Ѓорѓи Мартиновски        |
| 2008/09 - 2015/16 | Велимир Стойковски        | Велимир Стојковски       |

## Материална база
Университетската библиотека „Свети Климент Охридски“, която е и национална библиотека на Северна Македония е основана в 1944 година. По-късно става публична Национална и университетска библиотека „Свети Климент Охридски“ в сегашната си сграда.

## Структура
В учебното заведение има 23 факултета, 10 научни института и други институции.